# Pierre-Victor Dautel
Pierre-Victor Dautel, fue un escultor y grabador de medallas francés, Nacido en 1873 en Valenciennes y fallecido en 1951 en Ancenis. Primer Gran Premio de Roma de grabado en medallas en el año 1902. 

## Datos biográficos
Dautel asistió a la Escuela Nacional Superior de Bellas Artes de París , donde estudió con Adolphe-François Maugendre y Louis-Ernest Barrias. En 1902 ganó el Gran Premio de Roma y hasta 1905 fue un huésped de la villa Médici en Roma.
Fue miembro del Salon des Artistes Français y fue condecorado en 1929 como caballero de la Legión de Honor. Dautel era conocido como medallista y creador de numerosas placas. También diseñó un sello a Pierre de Ronsard en 1924 para conmemorar el 400 aniversario del nacimiento del poeta. Dautel fue padre del compositor y director Jean-Pierre Dautel . 

## Obras (selección)
Entre las esculturas de Dautel destacan los retratos realizados a los personajes ilustres de su tiempo, entre ellos:
- El retrato de Jean-Baptiste Carpeaux [1]
- El retrato de Pierre de Nolhac [2]
- Sello de correos del 400 aniversario de Pierre de Ronsard [3]